# Sylvilagus varynaensis
O Coelho-de-Barinas (Sylvilagus varynaensis) é um leporídeo recém descoberto pela ciência, encontrado no estado de Barinas, Venezuela.